# 烏里卡尼
烏里卡尼是羅馬尼亞的城鎮，位於該國西南部，距離首府德瓦62公里，由胡內多阿拉縣負責管轄，面積251.41平方公里，海拔高度692米，2009年人口9,540，大多數居民信奉東正教。

## 外部連結
- Jiu Valley Portal （页面存档备份，存于） - the regional portal host of the official Jiu Valley websites